# Hyla bocourti
Hyla bocourti е вид земноводно от семейство Дървесници (Hylidae). Видът е ендемичен за Гватемала и критично застрашен от изчезване.